# Championnat de France de football de deuxième division 2022-2023
Navigation
Ligue 2 2021-2022 Ligue 2 2023-2024
La saison 2022-2023 de Ligue 2 est la 84e édition du championnat de Ligue 2 (ou Division 2 jusqu'en 2002) et la 3e sous l'appellation « Ligue 2 BKT ». Deuxième niveau de la hiérarchie du football en France après la Ligue 1, le championnat oppose en matches aller-retour, vingt clubs professionnels. Il est parrainé par le fabricant de pneumatiques indien BKT.
Le championnat se déroule du 30 juillet 2022 au 2 juin 2023. En raison de la réduction du nombre d'équipes en Ligue 1, de 20 à 18 équipes, il n'y a ni play-offs, ni barrages cette saison. À la fin de la saison, il y a donc deux montées en Ligue 1 (Le Havre et Metz) et trois descentes en National (Dijon, Nîmes et Niort) en plus de la relégation administrative de Sochaux par la DNCG.
À la suite de la relégation administrative en National des Girondins de Bordeaux à titre conservatoire, et à la décision de la Ligue de ne procéder à aucun repêchage cette saison, la Ligue 2 devait se jouer à 19 équipes. Trois jours avant la reprise du championnat le club de Bordeaux est réintégré en Ligue 2.
De plus, du fait d'une sanction de la commission de discipline de la LFP, le club de Saint-Étienne se voit pénalisé de 3 points avant la première journée et quatre matchs à huis clos.
À la suite de l'agression d'un joueur ruthénois par un spectateur bordelais lors du match Bordeaux - Rodez de la 38e et dernière journée (alors que Rodez menait par un but à zéro), le club bordelais se voit perdre le match sur tapis vert et écope d'un point de pénalité pour la saison suivante en Ligue 2.

## Clubs participants

### Liste des clubs participants
Les équipes classées de la 6e à 17e place du Championnat de Ligue 2 2021-2022, les équipes classées 19e et 20e de Ligue 1 2021-2022, les deux perdant des play-offs d'accession en ligue 1, le perdant du barrage opposant le 18e de Ligue 1 au vainqueur des play-offs de Ligue 2, les deux premiers de National 2021-2022 et le vainqueur du barrage opposant le 18e de Ligue 2 au 3e de National participent à la compétition.
| \| FC Metz Girondins de Bordeaux Le Havre AC EA Guingamp Valenciennes FC · FC Sochaux-M. Rodez AF Amiens SC Chamois niortais FC Pau FC SC Bastia Dijon FCO Nîmes Olympique · SM Caen Grenoble · Foot 38 · Paris FC FC Annecy Stade lavallois US Quevilly-Rouen · AS Saint-Étienne \| Localisation des clubs engagés. |
| FC Metz Girondins de Bordeaux Le Havre AC EA Guingamp Valenciennes FC · FC Sochaux-M. Rodez AF Amiens SC Chamois niortais FC Pau FC SC Bastia Dijon FCO Nîmes Olympique · SM Caen Grenoble · Foot 38 · Paris FC FC Annecy Stade lavallois US Quevilly-Rouen · AS Saint-Étienne                                       |

| Club                        | En L2 depuis | Classement 2021-2022 | Entraîneur                                    | En poste depuis | Stade                                                | Capacité                  | Saisons en Ligue 2 |
| --------------------------- | ------------ | -------------------- | --------------------------------------------- | --------------- | ---------------------------------------------------- | ------------------------- | ------------------ |
| AS Saint-Étienne            | 2022         | 18e (Ligue 1)        | Laurent Batlles                               | 2022            | Stade Geoffroy-Guichard                              | 42 000                    | 15e                |
| FC Metz                     | 2022         | 19e (Ligue 1)        | László Bölöni                                 | 2022            | Stade Saint-Symphorien                               | 28 000                    | 21e                |
| Girondins de Bordeaux       | 2022         | 20e (Ligue 1)        | David Guion                                   | 2022            | Matmut Atlantique                                    | 22 000                    | 11e                |
| Paris FC                    | 2017         | 4e                   | Thierry Laurey                                | 2021            | Stade Charléty                                       | 19 151                    | 14e                |
| FC Sochaux-Montbéliard      | 2014         | 5e                   | Pierre-Alain Frau Sylvain Monsoreau (intérim) | 2023            | Stade Auguste-Bonal                                  | 20 005                    | 19e                |
| EA Guingamp                 | 2019         | 6e                   | Stéphane Dumont                               | 2021            | Stade de Roudourou                                   | 19 060                    | 31e                |
| SM Caen                     | 2019         | 7e                   | Stéphane Moulin                               | 2021            | Stade Michel-d'Ornano                                | 20 300                    | 32e                |
| Le Havre AC                 | 2009         | 8e                   | Luka Elsner                                   | 2022            | Stade Océane                                         | 25 178                    | 46e                |
| Nîmes Olympique             | 2021         | 9e                   | Frédéric Bompard                              | 2022            | Stade des Costières (→J15) Stade des Antonins (J16→) | 15 788 8 033              | 35e                |
| Pau FC                      | 2020         | 10e                  | Didier Tholot                                 | 2020            | Nouste Camp                                          | 3 859                     | 2e                 |
| Dijon FCO                   | 2021         | 11e                  | Pascal Dupraz                                 | 2023            | Stade Gaston-Gérard                                  | 18 376                    | 13e                |
| SC Bastia                   | 2021         | 12e                  | Régis Brouard                                 | 2021            | Stade Armand-Cesari                                  | 16 048                    | 19e                |
| Chamois niortais FC         | 2012         | 13e                  | Bernard Simondi                               | 2023            | Stade René-Gaillard                                  | 6 398                     | 31e                |
| Amiens SC                   | 2020         | 14e                  | Patrice Descamps                              | 2023            | Stade Crédit Agricole la Licorne                     | 12 999                    | 41e                |
| Grenoble Foot 38            | 2018         | 15e                  | Vincent Hognon                                | 2021            | Stade des Alpes                                      | 20 068                    | 42e                |
| Valenciennes FC             | 2014         | 16e                  | Ahmed Kantari                                 | 2023            | Stade du Hainaut                                     | 25 172                    | 40e                |
| Rodez AF                    | 2019         | 17e                  | Didier Santini                                | 2022            | Stade Paul-Lignon                                    | 1 700 (<J15) 3 400 (>J16) | 8e                 |
| US Quevilly-Rouen Métropole | 2021         | 18e                  | Olivier Echouafni                             | 2022            | Stade Robert-Diochon                                 | 8 372                     | 4e                 |
| Stade lavallois             | 2022         | 1er (National)       | Olivier Frapolli                              | 2019            | Stade Francis-Le-Basser                              | 11 107                    | 32e                |
| FC Annecy                   | 2022         | 2e (National)        | Laurent Guyot                                 | 2021            | Parc des Sports d'Annecy                             | 13 634                    | 6e                 |

Évolution des stades
- Le Matmut Atlantique de Bordeaux voit sa capacité maximale de 42 000 réduite à 22 000 places à la suite de la fermeture des tribunes supérieures qui a suivi la descente en Ligue 2. Cette décision est justifiée par un désir de la direction du club de limiter temporairement les coûts d'exploitation[8].
- Le Stade Paul Lignon de Rodez voit sa configuration changer en 2ème partie de saison passant de 1 700 places à 3 400 places à la suite de la finalisation des deux premières tribunes du nouveau stade et la démolition de la tribune d'honneur[9].
- Le Nîmes Olympique joue la première partie de saison au Stade des Costières puis joue sa deuxième partie de saison au Stade des Antonins en prévision de la future démolition du Stade des Costières pour laisser place à la construction du Stade Nemausus[10].

### Changements d'entraîneur
| Club                        | Entraîneur partant             | Motif du départ            | Date de départ   | Position   | Entraîneur arrivant                 | Date d'arrivée   |
| --------------------------- | ------------------------------ | -------------------------- | ---------------- | ---------- | ----------------------------------- | ---------------- |
| Dijon FCO                   | Patrice Garande                | Consentement mutuel        | 15 mai 2022      | Pré-saison | Omar Daf                            | 17 juin 2022     |
| Valenciennes FC             | Christophe Delmotte            | Fin de l'intérim           | 20 mai 2022      | Pré-saison | Nicolas Rabuel                      | 3 juin 2022      |
| US Quevilly-Rouen Métropole | Fabien Mercadal                | Raisons personnelles       | 30 mai 2022      | Pré-saison | Olivier Echouafni                   | 8 juin 2022      |
| AS Saint-Étienne            | Pascal Dupraz                  | Fin de contrat             | 1er juin 2022    | Pré-saison | Laurent Batlles                     | 3 juin 2022      |
| FC Metz                     | Frédéric Antonetti             | Renvoi                     | 9 juin 2022      | Pré-saison | László Bölöni                       | 16 juin 2022     |
| FC Sochaux-Montbéliard      | Omar Daf                       | Contrat dans un autre club | 17 juin 2022     | Pré-saison | Olivier Guégan                      | 25 juin 2022     |
| Le Havre AC                 | Paul Le Guen                   | Renvoi                     | 20 juin 2022     | Pré-saison | Luka Elsner                         | 20 juin 2022     |
| Chamois niortais FC         | Sébastien Desabre              | Consentement mutuel        | 7 août 2022      | 11e        | Arnaud Gonzalez Ande Dona Ndoh      | 8 août 2022      |
| Chamois niortais FC         | Arnaud Gonzalez Ande Dona Ndoh | Fin de l'intérim           | 4 septembre 2022 | 16e        | Rui Almeida                         | 4 septembre 2022 |
| Rodez AF                    | Laurent Peyrelade              | Renvoi                     | 8 novembre 2022  | 18e        | Émerick Darbelet                    | 8 novembre 2022  |
| Nîmes Olympique             | Nicolas Usaï                   | Consentement mutuel        | 16 novembre 2022 | 16e        | Frédéric Bompard                    | 16 novembre 2022 |
| Rodez AF                    | Émerick Darbelet               | Fin de l'intérim           | 21 novembre 2022 | 18e        | Didier Santini                      | 21 novembre 2022 |
| Chamois niortais FC         | Rui Almeida                    | Consentement mutuel        | 1er février 2023 | 20e        | Oumar Tchomogo                      | 1er février 2023 |
| Chamois niortais FC         | Oumar Tchomogo                 | Fin de l'intérim           | 9 mars 2023      | 20e        | Bernard Simondi                     | 9 mars 2023      |
| Amiens SC                   | Philippe Hinschberger          | Renvoi                     | 3 avril 2023     | 11e        | Patrice Descamps                    | 3 avril 2023     |
| Dijon FCO                   | Omar Daf                       | Renvoi                     | 3 avril 2023     | 19e        | Pascal Dupraz                       | 3 avril 2023     |
| Valenciennes FC             | Nicolas Rabuel                 | Renvoi                     | 13 avril 2023    | 16e        | Ahmed Kantari                       | 13 avril 2023    |
| FC Sochaux-Montbéliard      | Olivier Guégan                 | Renvoi                     | 17 mai 2023      | 6e         | Pierre-Alain Frau Sylvain Monsoreau | 17 mai 2023      |

### Propriétaires et investisseurs majoritaires
| Club                   | Budget en M€ | Actionnaire majoritaire              | Depuis |
| ---------------------- | ------------ | ------------------------------------ | ------ |
| Amiens SC              | 15           | Bernard Joannin                      | 2009   |
| FC Annecy              | 8            | Sébastien Faraglia                   | 2019   |
| SC Bastia              | 9            | Pierre-Noël Luiggi / Claude Ferrandi | 2017   |
| Girondins de Bordeaux  | 40           | Gérard Lopez                         | 2021   |
| SM Caen                | 12           | Oaktree Capital Management           | 2020   |
| Dijon FCO              | 21           | Olivier Delcourt                     | 2012   |
| Grenoble Foot 38       | 9            | Stéphane Rosnoblet                   | 2015   |
| EA Guingamp            | 10           | Club des Kalon EAG                   | 2017   |
| Stade lavallois        | 9,3          | Bruno Lucas                          | 2021   |
| Le Havre AC            | 13           | Vincent Volpe                        | 2015   |
| FC Metz                | 23           | Bernard Serin                        | 2009   |
| Nîmes Olympique        | 12           | Rani Assaf                           | 2014   |
| Chamois niortais FC    | 8,25         | Eytan Hanouna                        | 2020   |
| Paris FC               | 23           | Pierre Ferracci                      | 2006   |
| Pau FC                 | 8,5          | Bernard Laporte-Fray                 | 1995   |
| US Quevilly-Rouen      | 8,5          | Michel Mallet                        | 2006   |
| Rodez AF               | 8,2          | Pierre-Olivier Murat                 | 2001   |
| AS Saint-Étienne       | 30           | Bernard Caïazzo / Roland Romeyer     | 2004   |
| FC Sochaux-Montbéliard | 17           | Nenking Group                        | 2019   |
| Valenciennes FC        | 10           | Eddy Zdziech                         | 2014   |

## Compétition

### Règlement
Le classement est calculé avec le barème de points suivant : une victoire vaut trois points, le match nul un. La défaite ne rapporte aucun point.
1. plus grand nombre de points ;
2. plus grande différence de buts générale ;
3. plus grand nombre de points dans les confrontations directes ;
4. plus grande différence de buts particulière
5. plus grand nombre de buts dans les confrontations directes ;
6. plus grand nombre de buts à l'extérieur dans les confrontations directes ;
7. plus grand nombre de buts marqués ;
8. plus grand nombre de buts marqués à l'extérieur ;
9. plus grand nombre de buts marqués sur une rencontre de championnat ;
10. meilleure place au Challenge du fair-play (1 point par joueur averti, 3 points par joueur exclu)

### Classement général
Source : Classement officiel sur le site de la LFP.
| Rang | Équipe                  | Pts  | J  | G  | N  | P  | Bp | Bc | Diff |
| ---- | ----------------------- | ---- | -- | -- | -- | -- | -- | -- | ---- |
| 1    | Le Havre AC             | 75   | 38 | 20 | 15 | 3  | 46 | 19 | +27  |
| 2    | FC Metz R               | 72   | 38 | 20 | 12 | 6  | 61 | 33 | +28  |
| 3    | Girondins de Bordeaux R | 69   | 38 | 20 | 9  | 9  | 51 | 30 | +21  |
| 4    | SC Bastia               | 60   | 38 | 17 | 9  | 12 | 52 | 45 | +7   |
| 5    | SM Caen                 | 59   | 38 | 16 | 11 | 11 | 52 | 43 | +9   |
| 6    | EA Guingamp             | 55   | 38 | 15 | 10 | 13 | 51 | 46 | +5   |
| 7    | Paris FC                | 55   | 38 | 15 | 10 | 13 | 45 | 43 | +2   |
| 8    | AS Saint-Étienne R      | 53-3 | 38 | 15 | 11 | 12 | 63 | 57 | +6   |
| 9    | FC Sochaux-Montbéliard  | 52   | 38 | 15 | 7  | 16 | 54 | 41 | +13  |
| 10   | Grenoble Foot 38        | 51   | 38 | 14 | 9  | 15 | 33 | 36 | -3   |
| 11   | US Quevilly-Rouen       | 50   | 38 | 12 | 14 | 12 | 47 | 49 | -2   |
| 12   | Amiens SC               | 47   | 38 | 13 | 8  | 17 | 40 | 52 | -12  |
| 13   | Pau FC                  | 47   | 38 | 12 | 11 | 15 | 40 | 52 | -12  |
| 14   | Rodez AF                | 46   | 38 | 11 | 13 | 14 | 41 | 44 | -3   |
| 15   | Stade lavallois P       | 46   | 38 | 14 | 4  | 20 | 44 | 56 | -12  |
| 16   | Valenciennes FC         | 45   | 38 | 10 | 15 | 13 | 42 | 49 | -7   |
| 17   | FC Annecy P             | 45   | 38 | 11 | 12 | 15 | 39 | 51 | -12  |
| 18   | Dijon FCO               | 42   | 38 | 10 | 12 | 16 | 38 | 43 | -5   |
| 19   | Nîmes Olympique         | 36   | 38 | 10 | 6  | 22 | 44 | 62 | -18  |
| 20   | Chamois niortais FC     | 29   | 38 | 7  | 8  | 23 | 35 | 67 | -32  |

Promotions et relégations
- Promotion en Ligue 1 2023-2024
- Repêchage en Ligue 2 2023-2024
- Relégation en National 2023-2024
- Relégation financière

Abréviations
- P : Promu de National 2021-2022
- R : Relégué de Ligue 1 2021-2022
- -3 : Points de pénalité

### Matchs
| Résultats (▼dom., ►ext.)                                   | ASC | ANN | SCB | FCGB | SMC | DFCO | GF38 | EAG | LAV | HAC | FCM | NO  | NIO | PFC | PAU | QRM | RAF | ASSE | FCSM | VAFC |
| Amiens SC                                                  |     | 1-0 | 3-1 | 1-2  | 1-3 | 2-1  | 1-0  | 1-1 | 1-2 | 1-1 | 0-2 | 1-0 | 3-0 | 1-1 | 1-0 | 0-2 | 1-3 | 0-1  | 1-0  | 0-2  |
| FC Annecy                                                  | 2-0 |     | 0-2 | 1-0  | 2-0 | 1-1  | 0-0  | 1-1 | 0-1 | 1-0 | 0-3 | 0-0 | 1-2 | 2-0 | 0-2 | 1-0 | 0-3 | 2-1  | 2-1  | 2-1  |
| SC Bastia                                                  | 1-1 | 3-0 |     | 1-1  | 1-0 | 1-0  | 3-0  | 1-1 | 0-2 | 1-1 | 1-0 | 4-2 | 1-0 | 0-1 | 2-1 | 0-1 | 0-2 | 2-0  | 3-2  | 1-0  |
| Girondins de Bordeaux                                      | 1-1 | 1-0 | 2-0 |      | 1-0 | 2-1  | 3-0  | 0-1 | 3-0 | 1-2 | 2-0 | 1-0 | 1-0 | 2-1 | 1-1 | 4-0 | 0-3 | 1-1  | 2-1  | 0-0  |
| SM Caen                                                    | 3-1 | 0-0 | 3-1 | 2-2  |     | 2-1  | 2-1  | 4-1 | 0-0 | 1-2 | 1-0 | 4-2 | 1-0 | 3-1 | 1-1 | 0-1 | 2-0 | 2-2  | 0-0  | 2-1  |
| Dijon FCO                                                  | 3-0 | 0-2 | 1-1 | 0-3  | 2-2 |      | 1-0  | 1-1 | 5-0 | 0-0 | 0-0 | 2-1 | 0-1 | 1-1 | 0-1 | 0-0 | 1-0 | 2-1  | 0-2  | 2-1  |
| Grenoble Foot 38                                           | 2-1 | 2-1 | 0-1 | 0-0  | 1-0 | 0-0  |      | 0-2 | 3-2 | 0-0 | 0-1 | 3-2 | 2-0 | 1-2 | 1-1 | 1-0 | 1-1 | 0-2  | 1-0  | 1-0  |
| EA Guingamp                                                | 3-1 | 0-4 | 1-1 | 0-1  | 1-2 | 2-0  | 2-4  |     | 3-1 | 0-1 | 1-1 | 1-2 | 2-0 | 0-0 | 4-0 | 0-2 | 0-0 | 2-1  | 1-2  | 3-1  |
| Stade lavallois                                            | 0-3 | 1-1 | 2-1 | 1-2  | 4-0 | 1-0  | 0-1  | 1-2 |     | 1-3 | 3-3 | 2-0 | 2-1 | 1-2 | 0-1 | 0-1 | 3-1 | 2-1  | 2-1  | 1-0  |
| Le Havre AC                                                | 1-1 | 2-0 | 3-0 | 1-0  | 2-1 | 1-0  | 0-0  | 0-0 | 2-1 |     | 2-0 | 3-1 | 1-0 | 0-0 | 1-1 | 0-0 | 1-0 | 2-2  | 1-0  | 0-2  |
| FC Metz                                                    | 3-0 | 0-0 | 3-2 | 3-0  | 0-0 | 1-2  | 1-0  | 3-6 | 1-0 | 1-1 |     | 2-0 | 0-0 | 1-1 | 1-0 | 2-0 | 1-1 | 3-2  | 0-0  | 2-0  |
| Nîmes Olympique                                            | 2-0 | 4-0 | 0-0 | 1-0  | 0-1 | 1-2  | 0-2  | 1-2 | 1-0 | 0-1 | 1-4 |     | 3-2 | 0-1 | 3-2 | 2-0 | 1-0 | 1-2  | 3-1  | 3-3  |
| Chamois niortais FC                                        | 1-3 | 2-2 | 1-4 | 3-1  | 1-2 | 2-1  | 0-3  | 0-0 | 3-2 | 0-1 | 1-3 | 1-1 |     | 2-1 | 2-1 | 3-3 | 2-3 | 0-1  | 0-3  | 0-1  |
| Paris FC                                                   | 3-0 | 1-0 | 0-1 | 1-3  | 1-1 | 2-1  | 1-0  | 1-2 | 0-0 | 0-0 | 1-4 | 3-0 | 3-0 |     | 0-1 | 2-1 | 1-2 | 2-4  | 2-1  | 0-1  |
| Pau FC                                                     | 2-1 | 2-2 | 2-6 | 0-2  | 1-0 | 0-0  | 0-0  | 2-1 | 0-1 | 0-1 | 1-1 | 1-0 | 1-0 | 0-1 |     | 3-4 | 2-2 | 2-2  | 0-3  | 1-0  |
| US Quevilly-Rouen                                          | 1-3 | 2-2 | 1-1 | 0-0  | 2-1 | 2-2  | 2-0  | 2-0 | 1-3 | 0-1 | 1-2 | 3-1 | 3-3 | 3-1 | 2-1 |     | 0-0 | 2-2  | 0-0  | 1-1  |
| Rodez AF                                                   | 0-1 | 2-2 | 0-2 | 0-3  | 3-2 | 2-1  | 0-1  | 0-1 | 1-0 | 1-1 | 1-4 | 1-1 | 1-1 | 1-1 | 2-3 | 1-0 |     | 1-1  | 1-2  | 1-1  |
| AS Saint-Étienne                                           | 1-1 | 3-2 | 5-0 | 2-0  | 1-1 | 2-0  | 2-2  | 3-2 | 1-0 | 0-6 | 1-3 | 1-1 | 2-0 | 0-2 | 2-0 | 4-2 | 0-2 |      | 2-3  | 2-0  |
| FC Sochaux-Montbéliard                                     | 0-1 | 5-1 | 1-0 | 1-1  | 1-2 | 0-2  | 1-0  | 0-1 | 4-1 | 1-1 | 0-1 | 3-1 | 3-0 | 0-0 | 2-3 | 2-2 | 1-0 | 2-1  |      | 4-0  |
| Valenciennes FC                                            | 1-1 | 2-2 | 2-2 | 0-2  | 1-1 | 2-2  | 1-0  | 1-0 | 3-1 | 1-0 | 1-1 | 3-2 | 0-0 | 4-5 | 1-1 | 0-0 | 0-0 | 2-2  | 2-1  |      |
| - Victoire à domicile - Match nul - Victoire à l'extérieur |     |     |     |      |     |      |      |     |     |     |     |     |     |     |     |     |     |      |      |      |

## Statistiques

### Domicile et extérieur
| Rang | Équipe                 | Pts | J  | G  | N  | P  | Bp | Bc | Diff |
| ---- | ---------------------- | --- | -- | -- | -- | -- | -- | -- | ---- |
| 1    | Girondins de Bordeaux  | 40  | 19 | 12 | 4  | 3  | 28 | 12 | +16  |
| 2    | Le Havre AC            | 40  | 19 | 11 | 7  | 1  | 23 | 9  | +14  |
| 3    | SM Caen                | 39  | 19 | 11 | 6  | 2  | 33 | 17 | +16  |
| 4    | FC Metz                | 37  | 19 | 10 | 7  | 2  | 28 | 15 | +13  |
| 5    | SC Bastia              | 37  | 19 | 11 | 4  | 4  | 26 | 15 | +11  |
| 6    | AS Saint-Étienne       | 34  | 19 | 10 | 4  | 5  | 34 | 27 | +7   |
| 7    | Grenoble Foot 38       | 32  | 19 | 9  | 5  | 5  | 19 | 16 | +3   |
| 8    | FC Sochaux-Montbéliard | 31  | 19 | 9  | 4  | 6  | 31 | 18 | +13  |
| 9    | FC Annecy              | 31  | 19 | 9  | 4  | 6  | 18 | 18 | 0    |
| 10   | Nîmes Olympique        | 29  | 19 | 9  | 2  | 8  | 27 | 23 | +4   |
| 11   | Valenciennes FC        | 29  | 19 | 6  | 11 | 2  | 27 | 23 | +4   |
| 12   | Stade lavallois        | 29  | 19 | 9  | 2  | 8  | 27 | 24 | +3   |
| 13   | Dijon FCO              | 28  | 19 | 7  | 7  | 5  | 21 | 17 | +4   |
| 14   | US Quevilly-Rouen      | 27  | 19 | 6  | 9  | 4  | 28 | 24 | +4   |
| 15   | Paris FC               | 27  | 19 | 8  | 3  | 8  | 24 | 22 | +2   |
| 16   | Amiens SC              | 27  | 19 | 8  | 3  | 8  | 20 | 22 | -2   |
| 17   | EA Guingamp            | 25  | 19 | 7  | 4  | 8  | 26 | 24 | +2   |
| 18   | Pau FC                 | 24  | 19 | 6  | 6  | 7  | 20 | 27 | -7   |
| 19   | Rodez AF               | 19  | 19 | 4  | 7  | 8  | 18 | 27 | -9   |
| 20   | Chamois niortais FC    | 19  | 19 | 5  | 4  | 10 | 24 | 36 | -12  |

| Rang | Équipe                 | Pts | J  | G  | N | P  | Bp | Bc | Diff |
| ---- | ---------------------- | --- | -- | -- | - | -- | -- | -- | ---- |
| 1    | FC Metz                | 35  | 19 | 10 | 5 | 4  | 33 | 18 | +15  |
| 2    | Le Havre AC            | 35  | 19 | 9  | 8 | 2  | 23 | 10 | +13  |
| 3    | EA Guingamp            | 30  | 19 | 8  | 6 | 5  | 25 | 22 | +3   |
| 4    | Girondins de Bordeaux  | 29  | 19 | 8  | 5 | 6  | 23 | 18 | +5   |
| 5    | Paris FC               | 28  | 19 | 7  | 7 | 5  | 21 | 21 | 0    |
| 6    | Rodez AF               | 27  | 19 | 7  | 6 | 6  | 23 | 17 | +6   |
| 7    | SC Bastia              | 23  | 19 | 6  | 5 | 8  | 26 | 30 | -4   |
| 8    | Pau FC                 | 23  | 19 | 6  | 5 | 8  | 20 | 25 | -5   |
| 9    | US Quevilly-Rouen      | 23  | 19 | 6  | 5 | 8  | 19 | 25 | -6   |
| 10   | FC Sochaux-Montbéliard | 21  | 19 | 6  | 4 | 9  | 23 | 23 | 0    |
| 11   | SM Caen                | 20  | 19 | 5  | 5 | 9  | 19 | 26 | -7   |
| 12   | Amiens SC              | 20  | 19 | 5  | 5 | 9  | 20 | 30 | -10  |
| 13   | AS Saint-Étienne       | 19  | 19 | 5  | 7 | 7  | 29 | 30 | -1   |
| 14   | Grenoble Foot 38       | 19  | 19 | 5  | 4 | 10 | 14 | 20 | -6   |
| 15   | Stade lavallois        | 17  | 19 | 5  | 2 | 12 | 17 | 32 | -15  |
| 16   | Valenciennes FC        | 16  | 19 | 4  | 4 | 11 | 15 | 26 | -11  |
| 17   | Dijon FCO              | 14  | 19 | 3  | 5 | 11 | 17 | 26 | -9   |
| 18   | FC Annecy              | 14  | 19 | 2  | 8 | 9  | 21 | 33 | -12  |
| 19   | Chamois niortais FC    | 10  | 19 | 2  | 4 | 13 | 11 | 31 | -20  |
| 20   | Nîmes Olympique        | 7   | 19 | 1  | 4 | 14 | 17 | 39 | -22  |

### Évolution du classement
Le tableau suivant récapitule le classement au terme de chacune des journées définies par le calendrier officiel, les matchs joués en retard sont pris en compte la journée suivante. Les colonnes « promouvable » et « relégable » comptabilisent les places de montée ou de relégation directes.
| Journées →    | 1  | 2  | 3  | 4  | 5  | 6  | 7  | 8  | 9  | 10 | 11 | 12 | 13 | 14 | 15 | 16 | 17 | 18 | 19 | 20 | 21 | 22 | 23 | 24 | 25 | 26 | 27 | 28 | 29 | 30 | 31 | 32 | 33 | 34 | 35 | 36 | 37 | 38 | prom. | rel. |
| Équipe ↓      |    |    |    |    |    |    |    |    |    |    |    |    |    |    |    |    |    |    |    |    |    |    |    |    |    |    |    |    |    |    |    |    |    |    |    |    |    |    |       |      |
| ------------- | -- | -- | -- | -- | -- | -- | -- | -- | -- | -- | -- | -- | -- | -- | -- | -- | -- | -- | -- | -- | -- | -- | -- | -- | -- | -- | -- | -- | -- | -- | -- | -- | -- | -- | -- | -- | -- | -- | ----- | ---- |
| Amiens        | 18 | 12 | 7  | 2  | 4  | 4  | 2  | 5  | 4  | 2  | 2  | 4  | 4  | 6  | 7  | 6  | 4  | 5  | 6  | 6  | 6  | 7  | 8  | 9  | 9  | 9  | 9  | 11 | 11 | 10 | 12 | 14 | 13 | 12 | 12 | 12 | 12 | 12 | 4     | 1    |
| Annecy        | 15 | 19 | 19 | 19 | 18 | 17 | 17 | 12 | 15 | 17 | 13 | 16 | 16 | 14 | 15 | 15 | 14 | 14 | 12 | 13 | 9  | 11 | 11 | 10 | 10 | 11 | 14 | 13 | 15 | 13 | 15 | 16 | 16 | 16 | 15 | 15 | 14 | 17 |       | 8    |
| Bastia        | 17 | 9  | 4  | 8  | 11 | 15 | 11 | 11 | 8  | 7  | 9  | 9  | 9  | 12 | 14 | 13 | 11 | 11 | 8  | 5  | 4  | 6  | 7  | 8  | 8  | 5  | 5  | 5  | 5  | 5  | 5  | 6  | 4  | 4  | 4  | 4  | 4  | 4  |       | 1    |
| Bordeaux      | 12 | 3  | 2  | 3  | 5  | 2  | 1  | 4  | 3  | 1  | 1  | 1  | 1  | 2  | 2  | 3  | 2  | 2  | 2  | 2  | 3  | 3  | 3  | 2  | 2  | 2  | 2  | 2  | 2  | 2  | 2  | 2  | 2  | 2  | 2  | 2  | 3  | 3  | 26    |      |
| Caen          | 6  | 2  | 3  | 1  | 1  | 1  | 5  | 3  | 6  | 8  | 6  | 8  | 7  | 7  | 5  | 7  | 7  | 8  | 7  | 8  | 8  | 8  | 9  | 6  | 5  | 6  | 7  | 6  | 6  | 7  | 6  | 5  | 6  | 6  | 5  | 5  | 5  | 5  | 4     |      |
| Dijon         | 5  | 4  | 8  | 4  | 2  | 3  | 8  | 9  | 11 | 12 | 14 | 15 | 15 | 16 | 17 | 16 | 16 | 17 | 16 | 16 | 17 | 17 | 19 | 19 | 17 | 17 | 18 | 18 | 19 | 18 | 18 | 18 | 17 | 18 | 18 | 16 | 18 | 18 | 1     | 19   |
| Grenoble      | 13 | 7  | 12 | 13 | 15 | 10 | 10 | 13 | 9  | 11 | 8  | 6  | 5  | 3  | 4  | 4  | 5  | 6  | 5  | 7  | 7  | 5  | 4  | 5  | 7  | 8  | 6  | 7  | 7  | 6  | 7  | 7  | 7  | 7  | 7  | 8  | 9  | 10 |       |      |
| Guingamp      | 1  | 1  | 1  | 7  | 3  | 7  | 9  | 6  | 5  | 5  | 7  | 7  | 8  | 8  | 11 | 8  | 12 | 12 | 13 | 10 | 11 | 13 | 10 | 11 | 12 | 10 | 10 | 9  | 10 | 12 | 10 | 11 | 9  | 11 | 9  | 10 | 7  | 6  | 3     |      |
| Laval         | 3  | 10 | 6  | 6  | 8  | 12 | 14 | 16 | 13 | 13 | 17 | 14 | 14 | 13 | 10 | 14 | 15 | 15 | 14 | 14 | 12 | 14 | 14 | 12 | 14 | 15 | 15 | 17 | 17 | 17 | 17 | 17 | 18 | 17 | 16 | 18 | 17 | 14 |       | 10   |
| Le Havre      | 7  | 15 | 15 | 10 | 10 | 8  | 4  | 2  | 2  | 4  | 3  | 2  | 2  | 1  | 1  | 1  | 1  | 1  | 1  | 1  | 1  | 1  | 1  | 1  | 1  | 1  | 1  | 1  | 1  | 1  | 1  | 1  | 1  | 1  | 1  | 1  | 1  | 1  | 29    |      |
| Metz          | 2  | 8  | 5  | 5  | 7  | 5  | 7  | 8  | 10 | 9  | 10 | 11 | 12 | 11 | 8  | 10 | 6  | 4  | 3  | 4  | 5  | 4  | 5  | 4  | 4  | 4  | 4  | 4  | 3  | 4  | 3  | 3  | 3  | 3  | 3  | 3  | 2  | 2  | 3     |      |
| Nîmes         | 16 | 13 | 10 | 15 | 9  | 13 | 12 | 14 | 17 | 19 | 19 | 18 | 19 | 17 | 16 | 17 | 18 | 19 | 20 | 18 | 16 | 16 | 17 | 17 | 18 | 19 | 19 | 19 | 18 | 19 | 19 | 19 | 19 | 19 | 19 | 19 | 19 | 19 |       | 27   |
| Niort         | 4  | 11 | 13 | 9  | 16 | 16 | 16 | 18 | 20 | 20 | 20 | 20 | 20 | 20 | 19 | 19 | 19 | 18 | 19 | 20 | 20 | 20 | 18 | 18 | 19 | 20 | 20 | 20 | 20 | 20 | 20 | 20 | 20 | 20 | 20 | 20 | 20 | 20 |       | 31   |
| Paris         | 14 | 5  | 9  | 11 | 13 | 11 | 13 | 10 | 12 | 10 | 11 | 10 | 10 | 9  | 12 | 9  | 10 | 7  | 9  | 11 | 13 | 12 | 13 | 14 | 11 | 14 | 11 | 10 | 8  | 9  | 11 | 9  | 10 | 9  | 10 | 7  | 8  | 7  |       |      |
| Pau           | 19 | 18 | 16 | 18 | 19 | 20 | 20 | 19 | 14 | 16 | 16 | 13 | 11 | 10 | 9  | 12 | 13 | 13 | 15 | 15 | 14 | 15 | 15 | 16 | 16 | 16 | 16 | 15 | 16 | 15 | 14 | 13 | 14 | 14 | 14 | 17 | 15 | 13 |       | 8    |
| Quevilly      | 10 | 14 | 14 | 16 | 12 | 14 | 15 | 17 | 19 | 15 | 12 | 12 | 13 | 15 | 13 | 11 | 8  | 9  | 10 | 9  | 10 | 9  | 6  | 7  | 6  | 7  | 8  | 8  | 9  | 8  | 8  | 8  | 8  | 8  | 8  | 11 | 11 | 11 |       | 2    |
| Rodez         | 11 | 17 | 18 | 17 | 17 | 18 | 18 | 20 | 16 | 14 | 15 | 17 | 17 | 18 | 18 | 18 | 17 | 16 | 17 | 17 | 18 | 19 | 20 | 20 | 20 | 18 | 17 | 16 | 13 | 14 | 13 | 12 | 12 | 13 | 13 | 13 | 16 | 16 |       | 22   |
| Saint-Étienne | 20 | 20 | 20 | 20 | 20 | 19 | 19 | 15 | 18 | 18 | 18 | 19 | 18 | 19 | 20 | 20 | 20 | 20 | 18 | 19 | 19 | 18 | 16 | 15 | 15 | 13 | 13 | 12 | 12 | 11 | 9  | 10 | 11 | 10 | 11 | 9  | 10 | 8  |       | 21   |
| Sochaux       | 9  | 16 | 17 | 14 | 6  | 6  | 3  | 1  | 1  | 3  | 4  | 3  | 3  | 4  | 3  | 2  | 3  | 3  | 4  | 3  | 2  | 2  | 2  | 3  | 3  | 3  | 3  | 3  | 4  | 3  | 4  | 4  | 5  | 5  | 6  | 6  | 6  | 9  | 6     | 1    |
| Valenciennes  | 8  | 6  | 11 | 12 | 14 | 9  | 6  | 7  | 7  | 6  | 5  | 5  | 6  | 5  | 6  | 5  | 9  | 10 | 11 | 12 | 15 | 10 | 12 | 13 | 13 | 12 | 12 | 14 | 14 | 16 | 16 | 15 | 15 | 15 | 17 | 14 | 13 | 15 |       | 1    |

En gras et italique, les équipes comptant un match en retard (exemple : 9 pour Guingamp à l’issue de la 7e journée) 
1. ↑  EA Guingamp-Rodez AF, rencontre comptant pour la 7e journée, est reportée en raison d'un incident, survenu en plein vol, concernant l'avion de l'équipe de Rodez lors du voyage jusqu'à Guingamp. Le match a été joué après la 10e journée, le 4 octobre 2022.
2. ↑  Paris FC-Amiens SC, rencontre comptant pour la 23e journée, est reportée en raison de l'état de la pelouse du stade Charléty. Le match a été joué après la 27e journée, le 14 mars 2023.
3. ↑  Le match Bordeaux-Rodez est interrompu à la 23e minute après qu'un spectateur bordelais bouscula Lucas Buades qui venait juste de marquer un but. Rodez gagne le match sur tapis vert à la suite de la décision de la LFP du 12 juin 2023.

#### Résultats par match
| Journée ╱ Équipe | 1 | 2 | 3 | 4 | 5 | 6 | 7 | 8 | 9 | 10 | 11 | 12 | 13 | 14 | 15 | 16 | 17 | 18 | 19 | 20 | 21 | 22 | 23 | 24 | 25 | 26 | 27 | 28 | 29 | 30 | 31 | 32 | 33 | 34 | 35 | 36 | 37 | 38 |
| ---------------- | - | - | - | - | - | - | - | - | - | -- | -- | -- | -- | -- | -- | -- | -- | -- | -- | -- | -- | -- | -- | -- | -- | -- | -- | -- | -- | -- | -- | -- | -- | -- | -- | -- | -- | -- |
| Amiens           | D | V | V | V | N | N | V | D | V | V  | V  | D  | D  | D  | D  | N  | V  | N  | N  | N  | V  | D  | D  | D  | D  | V  | N  | D  | D  | V  | D  | D  | N  | V  | D  | D  | V  | D  |
| Annecy           | D | D | D | N | N | V | N | V | D | D  | V  | D  | D  | V  | N  | V  | N  | N  | V  | N  | V  | N  | N  | V  | D  | D  | D  | N  | D  | V  | D  | D  | N  | N  | V  | N  | V  | D  |
| Bastia           | D | V | V | D | D | D | V | N | V | V  | D  | N  | N  | D  | D  | V  | V  | N  | V  | V  | V  | D  | D  | N  | V  | V  | N  | V  | V  | D  | V  | N  | N  | D  | V  | V  | N  | D  |
| Bordeaux         | N | V | V | N | D | V | V | D | V | V  | V  | N  | V  | D  | N  | D  | V  | N  | N  | V  | D  | V  | D  | V  | V  | N  | N  | V  | V  | V  | D  | V  | V  | V  | N  | V  | D  | D  |
| Caen             | V | V | N | V | N | N | D | V | D | D  | V  | D  | V  | N  | N  | D  | N  | N  | V  | N  | D  | V  | N  | V  | V  | N  | D  | V  | V  | D  | V  | V  | D  | D  | V  | V  | N  | D  |
| Dijon            | V | N | N | V | V | D | D | D | D | N  | D  | N  | D  | N  | N  | V  | D  | D  | V  | D  | D  | D  | D  | N  | N  | V  | D  | D  | D  | V  | N  | N  | V  | N  | V  | V  | N  | D  |
| Grenoble         | N | V | D | N | N | V | D | D | V | N  | V  | V  | V  | V  | N  | D  | D  | N  | V  | D  | V  | V  | N  | D  | N  | D  | V  | D  | V  | V  | D  | D  | V  | D  | D  | N  | D  | D  |
| Guingamp         | V | V | N | D | V | D | N | V | V | N  | D  | D  | N  | N  | D  | V  | D  | N  | D  | V  | D  | D  | V  | N  | D  | V  | V  | N  | D  | N  | V  | D  | V  | D  | V  | N  | V  | V  |
| Laval            | V | D | V | N | D | D | D | D | V | D  | D  | V  | N  | V  | V  | D  | D  | D  | V  | N  | V  | D  | N  | V  | D  | D  | D  | D  | D  | D  | D  | V  | D  | V  | V  | D  | V  | V  |
| Le Havre         | N | D | N | V | N | V | V | V | V | N  | V  | N  | V  | V  | V  | V  | N  | V  | V  | N  | V  | N  | N  | V  | N  | V  | N  | N  | V  | N  | V  | N  | V  | V  | D  | D  | N  | V  |
| Metz             | V | D | V | N | D | V | N | D | D | V  | D  | N  | D  | V  | V  | N  | V  | V  | V  | N  | N  | V  | N  | N  | V  | V  | N  | V  | V  | N  | V  | V  | N  | V  | V  | N  | V  | V  |
| Nîmes            | D | N | V | D | V | D | D | N | D | D  | D  | V  | D  | V  | N  | D  | N  | D  | D  | V  | V  | D  | N  | D  | D  | D  | V  | D  | V  | D  | D  | D  | V  | N  | D  | D  | D  | V  |
| Niort            | V | D | D | V | D | D | N | D | D | N  | D  | D  | V  | D  | N  | N  | V  | N  | D  | D  | D  | V  | V  | D  | D  | D  | D  | V  | D  | D  | N  | D  | D  | D  | D  | N  | D  | N  |
| Paris            | N | V | N | D | N | N | D | V | D | V  | D  | V  | N  | V  | D  | V  | N  | V  | D  | D  | D  | N  | V  | D  | V  | D  | V  | D  | V  | D  | D  | V  | N  | V  | N  | V  | N  | V  |
| Pau              | D | N | N | D | D | N | N | V | V | D  | N  | V  | V  | V  | N  | D  | D  | N  | D  | N  | V  | D  | N  | D  | D  | D  | V  | V  | D  | N  | V  | V  | D  | D  | N  | D  | V  | V  |
| Quevilly         | N | D | N | N | V | D | N | D | D | V  | V  | N  | N  | D  | V  | V  | V  | N  | D  | V  | D  | V  | V  | N  | V  | N  | D  | D  | D  | V  | N  | N  | N  | V  | N  | D  | D  | N  |
| Rodez            | N | D | D | N | V | D | N | N | V | D  | N  | N  | D  | D  | V  | D  | V  | N  | D  | D  | N  | D  | N  | N  | D  | V  | V  | V  | V  | D  | V  | V  | N  | D  | N  | N  | D  | V  |
| Saint-Étienne    | D | N | N | D | N | V | N | V | D | N  | D  | D  | V  | D  | D  | D  | N  | V  | V  | D  | D  | V  | V  | V  | V  | N  | N  | N  | V  | V  | V  | D  | N  | V  | D  | V  | N  | V  |
| Sochaux          | N | D | D | V | V | V | V | V | V | D  | V  | N  | N  | D  | V  | V  | D  | D  | D  | V  | V  | V  | N  | N  | V  | N  | N  | N  | D  | V  | D  | D  | D  | D  | D  | D  | D  | D  |
| Valenciennes     | N | V | D | N | N | V | V | N | D | V  | V  | V  | D  | N  | D  | N  | D  | N  | D  | N  | D  | V  | D  | N  | N  | N  | N  | D  | D  | D  | N  | V  | D  | N  | N  | V  | V  | D  |

Séries de victoires : 6
- FC Sochaux-Montbéliard (de la 4e à la 9e journée)

Séries de victoires en début de saison : 2
- EA Guingamp  (de la 1re à la 2e journée)
- SM Caen (Idem)

Séries de victoires en fin de saison : 2
- EA Guingamp  (de la 37e à la 38e journée)
- Stade lavallois (Idem)
- FC Metz (Idem)
- Pau FC  (Idem)

Séries de matchs sans défaite : 32
- Le Havre AC (de la 3e à la 34e journée)

Séries de matchs sans défaite en début de saison : 6
- SM Caen  (de la 1re à la 6e journée)

Séries de matchs sans défaite jusqu'à la fin de saison : 25
- FC Metz (de la 14e à la 38e journée)

Séries de défaites : 8
- FC Sochaux-Montbéliard (de la 31e à la 38e journée)

Séries de défaites en début de saison : 3
- FC Annecy  (de la 1re à la 3e journée)

Séries de défaites en fin de saison : 8
- FC Sochaux-Montbéliard (de la 31e à la 38e journée)

Séries de matchs sans victoire : 10
- Dijon FCO (de la 6e à la 15e journée)
- Chamois niortais FC (de la 29e à la 38e journée)

Séries de matchs sans victoire en début de saison : 7
- Pau FC (de la 1re à la 7e journée)

Séries de matchs sans victoire en fin de saison : 10
- Chamois niortais FC (de la 29e à la 38e journée)

Séries de matchs nuls : 4
- Valenciennes FC (de la 24e à la 27e journée)

Séries de matchs nuls en début de saison : aucune

Séries de matchs nuls en fin de saison : aucune

### Classement des buteurs
Mise à jour : 5 juin 2023
|    | Joueur               | Club                   | Buts |
| -- | -------------------- | ---------------------- | ---- |
| 1  | Georges Mikautadze   | FC Metz                | 23   |
| 2  | Alexandre Mendy      | SM Caen                | 19   |
| 3  | Jean-Philippe Krasso | AS Saint-Étienne       | 17   |
| 4  | Josh Maja            | Girondins de Bordeaux  | 16   |
| 5  | Morgan Guilavogui    | Paris FC               | 15   |
| 6  | Moïse Sahi Dion      | FC Annecy              | 15   |
| 7  | Frank Magri          | SC Bastia              | 13   |
| 8  | Ibrahim Sissoko      | FC Sochaux-Montbéliard | 13   |
| 9  | Malik Tchokounté     | Nîmes Olympique        | 13   |
| 10 | Mickaël Le Bihan     | Dijon FCO              | 12   |

| Source : Classement buteurs - Ligue 2 BKT - LFP. |

### Classement des passeurs
Mise à jour : 5 juin 2023
|    | Joueur                        | Club                  | Passes |
| -- | ----------------------------- | --------------------- | ------ |
| 1  | Jean-Philippe Krasso          | AS Saint-Étienne      | 12     |
| 2  | Jérémy Livolant               | EA Guingamp           | 8      |
| 3  | Dilane Bakwa                  | Girondins de Bordeaux | 7      |
| 4  | Niels Nkounkou                | AS Saint-Étienne      | 7      |
| 5  | Kévin Guitoun Van Den Kerkhof | SC Bastia             | 7      |
| 6  | Yohan Demoncy                 | FC Annecy             | 7      |
| 7  | Georges Mikautadze            | FC Metz               | 7      |
| 8  | Sébastien Salles-Lamonge      | SC Bastia             | 7      |
| 9  | Vital Nsimba                  | Girondins de Bordeaux | 6      |
| 10 | Ilan Kebbal                   | Paris FC              | 6      |

| Source : Classement passeurs - Ligue 2 BKT - LFP. |

### Affluence

#### Plus grosses affluences de la saison
Mise à jour : 13 juin 2023.
| Rang | Match                                       | Journée | Date             | Affluence |
| ---- | ------------------------------------------- | ------- | ---------------- | --------- |
| 1    | AS Saint-Étienne - Valenciennes FC          | J38     | 2 juin 2023      | 39 873    |
| 2    | AS Saint-Étienne - FC Metz                  | J32     | 22 avril 2023    | 33 008    |
| 3    | Girondins de Bordeaux - SC Bastia           | J30     | 8 avril 2023     | 30 099    |
| 4    | Girondins de Bordeaux - AS Saint-Étienne    | J26     | 4 mars 2023      | 29 906    |
| 5    | Girondins de Bordeaux - SM Caen             | J34     | 6 mai 2023       | 27 061    |
| 6    | FC Metz - SC Bastia                         | J38     | 2 juin 2023      | 26 661    |
| 7    | Girondins de Bordeaux - Stade lavallois MFC | J36     | 20 mai 2023      | 25 331    |
| 8    | AS Saint-Étienne - EA Guingamp              | J34     | 6 mai 2023       | 25 002    |
| 9    | Girondins de Bordeaux - Pau FC              | J15     | 12 novembre 2022 | 24 732    |
| 10   | AS Saint-Étienne - Chamois niortais         | J29     | 1er avril 2023   | 24 284    |

1. ↑  Le match Bordeaux-Rodez (38e journée) n'est pas décompté  dans les statistiques en raison de l'interruption du match à la 23e minute de jeu.

#### Affluences par journée
Ce graphique représente le nombre de spectateurs lors de chaque journée,.
Les journées marquées d'une étoile (*) ne sont pas complètes.
1. ↑  Le match Bordeaux-Rodez (38e journée) n'est pas décompté  dans les statistiques en raison de l'interruption du match à la 23e minute de jeu.

## Bilan de la saison
- Champion d'automne : Le Havre AC
- Champion : Le Havre AC
- Meilleure attaque : AS Saint-Étienne (63 buts inscrits)
- Meilleure défense : Le Havre AC (19 buts encaissés)
- Plus mauvaise attaque : Grenoble Foot 38 (33 buts inscrits)
- Plus mauvaise défense : Chamois niortais (67 buts encaissés)
- Premier but de la saison :  Mickaël Le Bihan   29e lors de Dijon FCO - AS Saint-Étienne (2-1) le 30 juillet 2022 ( 1re journée)
- Dernier but de la saison :  Pape Diaw   90+4e lors de Amiens SC - Stade lavallois (1-2) le 2 juin 2023 ( 38e journée)
- Premier but contre son camp :   Cheick Traoré   87e (csc) lors de Dijon FCO - SM Caen (2-2) le 13 août 2022 (3e journée)
- Premier penalty :  Bilal Boutobba   39e (pen.) lors de FC Annecy - Chamois niortais (1-2) le 30 juillet 2022 (1re journée)
- Premier but sur coup franc direct :  Henri Saivet   7e lors de SM Caen - Pau FC (1-1) le 30 août 2022 (6e journée)
- Premier doublé :  Jules Gaudin   32e   52e lors de EA Guingamp - Pau FC (4-0) le 30 juillet 2022 (1re journée)
- Premier triplé :  Jean-Philippe Krasso   19e   33e   36e lors de AS Saint-Étienne - SC Bastia (5-0) le 30 août 2022 (6e journée)
- Premier quadruplé :   Jean-Philippe Krasso   19e   33e   36e   62e lors de AS Saint-Étienne - SC Bastia (5-0) le 30 août 2022 (6e journée)
- Premier carton jaune :  Anthony Briançon  7e lors de Dijon FCO - AS Saint-Étienne (2-1) le 30 juillet 2022 (1re journée)
- Premier carton rouge :  Denis Bouanga   90e lors de Dijon FCO - AS Saint-Étienne (2-1) le 30 juillet 2022 (1re journée)
- But le plus rapide d'une rencontre : 21 secondes
  -  Ibrahima Wadji   1re lors de Paris FC - AS Saint-Étienne (2-4) le 8 avril 2023 (30e journée)
- But le plus tardif d'une rencontre : 96 minutes
  -  Yanis Begraoui   90+6e (pen.) lors de FC Sochaux-Montbéliard - Pau FC (2-3) le 15 avril 2023 (31e journée)
- Plus jeune buteur de la saison :  George Ilenikhena   90+2e lors de FC Girondins de Bordeaux - Amiens SC (1-1) le 13 janvier 2023 (19e journée), à 16 ans, 4 mois et 28 jours
- Plus vieux buteur de la saison :  Papiss Cissé   17e lors de Amiens SC - FC Girondins de Bordeaux (1-2) le 27 février 2023 (25e journée), à 37 ans, 8 mois et 24 jours
- Journée de championnat la plus riche en buts : 37 buts (36e journée)
- Journée de championnat la plus pauvre en buts : 15 buts (24e journée)
- Nombre de buts inscrits durant la saison : 916
- Nombre de  durant la saison : 1403
- Nombre de  durant la saison : 94
- Plus grand nombre de buts dans une rencontre : 9 buts
  - 3 - 6 lors de FC Metz - EA Guingamp le 12 septembre 2022 (8e journée)
  - 4 - 5 lors de Valenciennes FC - Paris FC le 1er avril 2023 (29e journée)
- Plus large victoire à domicile : 5 buts d'écart
  - 5 - 0 lors de lors de AS Saint-Étienne - SC Bastia le 30 août 2022 (6e journée)
  - 5 - 0 lors de lors de Dijon FCO - Stade lavallois le 26 décembre 2022 (16e journée)
- Plus large victoire à l'extérieur : 6 buts d'écart
  - 0 - 6 lors de AS Saint-Étienne - Le Havre AC le 20 août 2022 (4e journée)
- Plus grand nombre de buts dans une mi-temps :
  - en 1re mi-temps : 6 buts
    - FC Metz 3 - 6 EA Guingamp (3 - 3, 0 - 3) le 12 septembre 2022 (8e journée)

  - en 2e mi-temps : 6 buts
    - AS Saint-Étienne 0 - 6 Le Havre AC (0 - 0, 0 - 6) le 20 août 2022 (4e journée)
- Plus grand nombre de buts dans une rencontre pour une équipe : 6 buts
  - 0 - 6 lors de AS Saint-Étienne - Le Havre AC le 20 août 2022 (4e journée)
  - 3 - 6 lors de FC Metz - EA Guingamp le 12 septembre 2022 (8e journée)
- Doublé le plus rapide : 3 minutes
  -  Jean-Philippe Krasso   33e   36e lors de AS Saint-Étienne - SC Bastia (5-0) le 30 août 2022 (6e journée)
- Triplé le plus rapide : 17 minutes
  -  Jean-Philippe Krasso   19e   33e   36e lors de AS Saint-Étienne - SC Bastia (5-0) le 30 août 2022 (6e journée)
- Quadruplé le plus rapide : 43 minutes
  -  Jean-Philippe Krasso   19e   33e   36e   62e lors de AS Saint-Étienne - SC Bastia (5-0) le 30 août 2022 (6e journée)
- Les triplés de la saison :
  -  Josh Maja   14e   20e (pen.)   52e (pen.) lors de Paris FC - FC Girondins de Bordeaux (1-3) le 3 septembre 2022 (7e journée)
  -  Georges Mikautadze   11e (pen.)   23e (pen.)   82e lors de Paris FC - FC Metz (1-4) le 12 novembre 2022 (15e journée)
  -  Quentin Cornette   61e   84e   90+2e lors de Le Havre AC - Nîmes Olympique (3-1) le 13 janvier 2023 (19e journée)
  -  Papiss Cissé   30e   37e   51e (pen.) lors de Chamois niortais - Amiens SC (1-3) le 31 janvier 2023 (21e journée)
  -  Morgan Guilavogui   33e   38e   58e lors de Valenciennes FC - Paris FC (4-5) le 1er avril 2023 (29e journée)
  -  Frank Magri   23e   68e   85e lors de Pau FC - SC Bastia (2-6) le 20 mai 2023 (36e journée)
- Les quadruplés de la saison :
  -  Jean-Philippe Krasso   19e   33e   36e   62e lors de AS Saint-Étienne - SC Bastia (5-0) le 30 août 2022 (6e journée)
- Plus grand nombre de spectateurs dans une rencontre : 39 873 spectateurs lors de AS Saint-Etienne - Valenciennes FC, le 2 juin 2023 (38e journée)
- Plus petit nombre de spectateurs dans une rencontre : 200 spectateurs lors de QRM - Chamois niortais, le 2 septembre 2022 (7e journée)
- Plus grande série de victoires : matchs
- Plus grande série de défaites : matchs
- Plus grande série de matchs sans défaite : matchs
- Plus grande série de matchs sans victoire : matchs
- Plus grande série de matchs sans marquer : matchs

## Trophées UNFP
Chaque début de mois, les internautes votent pour élire le trophée UNFP du joueur du mois de Ligue 2.
| Mois              | Premier              | Premier               | Premier | Deuxième           | Deuxième               | Deuxième | Troisième        | Troisième              | Troisième |
| Mois              | Joueur               | Club                  | %       | Joueur             | Club                   | %        | Joueur           | Club                   | %         |
| ----------------- | -------------------- | --------------------- | ------- | ------------------ | ---------------------- | -------- | ---------------- | ---------------------- | --------- |
| Août              | Jean-Philippe Krasso | AS Saint-Étienne      | 60      | Georges Mikautadze | FC Metz                | 25       | Mickaël Le Bihan | Dijon FCO              | 15        |
| Septembre         | Jérémy Livolant      | EA Guingamp           | 38      | Ibrahim Sissoko    | FC Sochaux-Montbéliard | 32       | Victor Lekhal    | Le Havre AC            | 30        |
| Octobre           | Josh Maja            | Girondins de Bordeaux | 47      | Julien Maggiotti   | Stade lavallois        | 33       | Gautier Lloris   | Le Havre AC            | 20        |
| Novembre Décembre | Gaël Kakuta          | Amiens SC             | 49      | Amir Richardson    | Le Havre AC            | 31       | Louis Mafouta    | US Quevilly-Rouen      | 20        |
| Janvier           | Gaëtan Charbonnier   | AS Saint-Étienne      | 42      | Moïse Sahi Dion    | FC Annecy              | 39       | Tony Mauricio    | FC Sochaux-Montbéliard | 19        |
| Février           | Jean-Philippe Krasso | AS Saint-Étienne      | 48      | Moussa Doumbia     | FC Sochaux-Montbéliard | 27       | Alexandre Mendy  | SM Caen                | 25        |
| Mars              | Georges Mikautadze   | FC Metz               | 48      | Niels Nkounkou     | AS Saint-Étienne       | 29       | Frank Magri      | SC Bastia              | 23        |
| Avril             | Niels Nkounkou       | AS Saint-Étienne      | 39      | Georges Mikautadze | FC Metz                | 34       | Josh Maja        | Girondins de Bordeaux  | 27        |

Au mois de mai, lors des trophées UNFP du football 2023, sont élus le meilleur joueur, gardien et entraîneur, ainsi que l'équipe type de la saison de Ligue 2.
| Meilleur joueur              | Meilleur gardien            | Meilleur entraîneur       | Plus beau but                     |
| ---------------------------- | --------------------------- | ------------------------- | --------------------------------- |
| Georges Mikautadze (FC Metz) | Arthur Desmas (Le Havre AC) | Luka Elsner (Le Havre AC) | Mathieu Cafaro (AS Saint-Étienne) |

| Gardien de but | Défenseurs                                                        | Milieux de terrain                                | Attaquants                                        |
| -------------- | ----------------------------------------------------------------- | ------------------------------------------------- | ------------------------------------------------- |
| Arthur Desmas  | Niels Nkounkou Arouna Sanganté Yoann Barbet Kevin Van der Kerkhof | Victor Lekhal Amir Richardson Benjamin Bouchouari | Jean-Philippe Krasso Georges Mikautadze Josh Maja |